# Pip (gerenciador de pacotes)
pip é um sistema de gerenciamento de pacotes padrão de facto usado para instalar e gerenciar pacotes de software escritos em Python. Muitos pacotes podem ser encontrados na fonte padrão para pacotes e suas dependências - Python Package Index (PyPI).
A maioria das distribuições do Python vem com o pip pré-instalado. O Python 2.7.9 e posteriores (na série python2) e o Python 3.4 e posteriores incluem o pip (pip3 para Python 3), por padrão.
Introduzido pela primeira vez como pyinstall em 2008, por Ian Bicking (o criador do pacote virtualenv), como uma alternativa ao easy_install, pip foi escolhido como o novo nome de uma das várias sugestões que o criador recebeu em seu blog. Segundo o próprio Bicking, o nome é um acrônimo para "Pip Install Packages". Em 2011, a Python Packaging Authority (PyPA) foi criada para assumir a manutenção do pip e do virtualenv de Bicking, liderada por Carl Meyer, Brian Rosner e Jannis Leidel.

## Interface de linha de comando

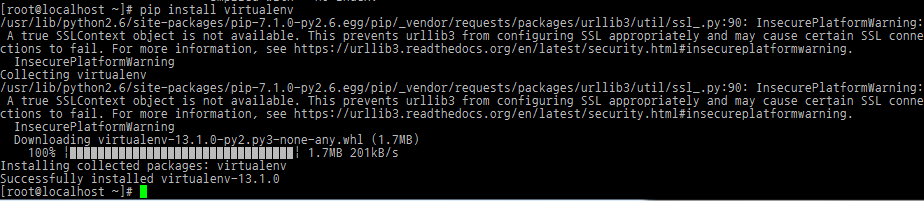
Uma saída do comando pip install virtualenv

Uma grande vantagem do pip é a facilidade de sua interface de linha de comando, que torna a instalação de pacotes de software Python tão fácil quanto emitir um comando:
```
pip
 
install
 
nome-de-algum-pacote

```

Os usuários também podem implementar facilmente a remoção subsequente do pacote:
```
pip
 
uninstall
 
nome-de-algum-pacote

```

Mais importante, o pip possui uma função para gerenciar listas completas de pacotes e números de versão correspondentes, possível através de um arquivo de "requisitos". Isto permite a recriação eficiente de um grupo de pacotes inteiro em um ambiente separado (e.g. outro computador) ou ambiente virtual. Isto pode ser alcançado com um arquivo requirements.txt propriamente formatado e o seguinte comando:
```
pip
 
install
 
-r
 
requirements.txt

```

Instale algum pacote para uma versão específica python, onde ${version} é substituído por 2, 3, 3.4, etc .:
```
pip
${
version
}
 
install
 
nome-de-algum-pacote

```

## Utilização de serviço de hospedagem web
Pip é usado para suportar o uso de Python em hospedagem em nuvem Web, tal como Heroku.